# قصف أرحب
قصف أرحب شهدت منطقة أرحب شمال العاصمة صنعاء في الفترة (مارس 2011 - يونيو 2012)، اثناء ثورة الشباب اليمنية قتالاً عنيفاً بين قوات الحرس الجمهوري وبين مسلحي قبائل أرحب ونهم وبني جرموز المؤيدين للثورة. وقال الناطق باسم قبائل أرحب ونهم «محمد مبخوت العرشاني» للجزيرة إن قوات الحرس الجمهوري تقصف منازل المواطنين في قرى مديرية أرحب وبني جرموز، وتستخدم في قصفها قذائف الدبابات ومدافع الهاوزر والهاون عيار 160 وصواريخ الكاتيوشا.

## معلومات أساسية
قامت مظاهرات شعبية على غرار الثورة التونسية وزادت حدتها بعد ثورة 25 يناير المصرية خرج المتظاهرون للتنديد بالبطالة والفساد الحكومي وعدد من التعديلات الدستورية التي كان ينويها علي عبد الله صالح ، مؤشر التنمية البشرية منخفض جدا في اليمن، إذ تحتل البلاد المرتبة 133 من 169 دولة يشملها التقرير والحكومة يمنية هي أكثر الحكومات فسادا سياسيا وعسكريا واقتصاديا جاء ترتيب اليمن في المرتبة 164 من 182 دولة شملها تقرير الشفافية الدولية لعام 2011 المعني بالفساد، ولا تتجاوزه دول عربية أخرى سوى العراق والصومال حكم علي عبد الله صالح اليمن لمدة 33 سنة وأستأثر أقاربه وأبناء منطقته بمناصب مهمة وحساسة في الدولة وصنف اليمن كدولة فاشلة وأحتل المرتبة 13 من قبل مؤسسة صندوق دعم السلام المعني بتصنيف فشل الدول

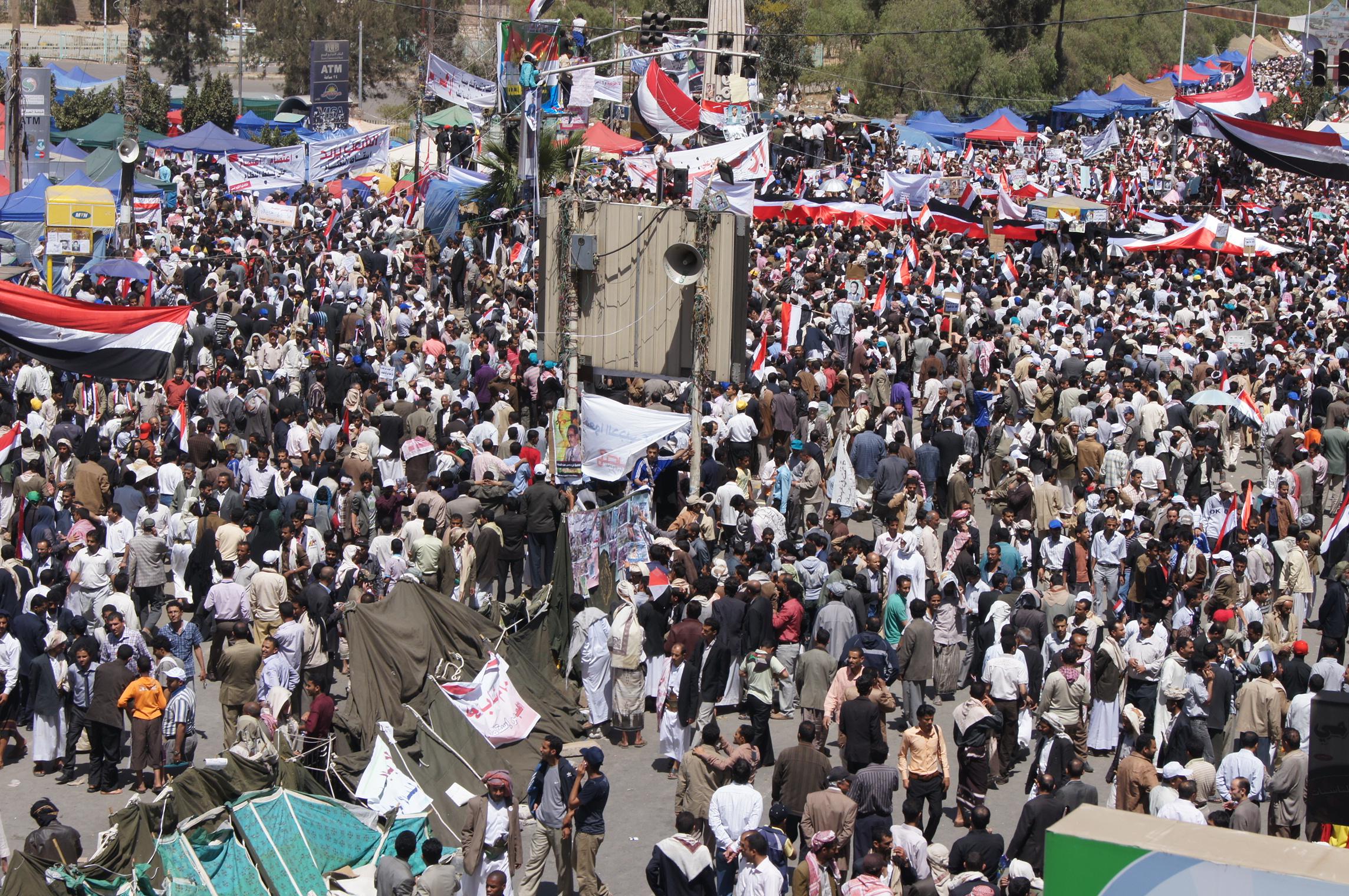
مظاهرة في صنعاء

خرج مايقارب 16,000 متظاهر في 27 يناير 2011 تنديدا بالأوضاع الاقتصادية والسياسية للبلاد وأعلن صالح أنه لن يرشح نفسه لفترة رئاسية جديدة ولن يورث الحكم لإبنه أحمد، في 2 فبراير  تظاهر 20,000 شخص في الميادين العامة مطالبة بتنحي صالح دون شروط في بدايات شهر مارس، بدأ الأمن المركزي باستعمال العنف ضد المتظاهرين، فقتل ثلاثة أشخاص في صنعاء وشخص في المكلا وفي 18 مارس، في ما سمي بجمعة الكرامة قتل أكثر من 52 شخص برصاص قناصة ورغم أن اليمن من أكثر بلدان العالم تسلحا، حاول الثوار المحافظة على سلمية ثورتهم قدر المستطاع ولم يشكل الطلبة والشباب الذين كانوا لب الاحتجاجات أي ميليشيات مسلحة للتصدي لقوات الأمن المركزي.

صورة العام لمتظاهر يمني مصاب بعدسة صاموئيل آراندا لصحيفة النيويورك تايمز

في يوم الأربعاء 23 نوفمبر 2011 تم التوقيع على اتفاق نقل السلطة في اليمن في ضوء المبادرة الخليجية حيث اتفقت الأطراف على تشكيل حكومة وحدة وطنية خلال 14 يوما وإجراء انتخابات رئاسية خلال 90 يوما، وفي 25 فبراير 2012 (انتهى حكم على عبد الله صالح رسميا).
و بعد الانتخابات الرئاسية اليمنية 2012 والتي فاز بها المرشح الوحيد الرئيس الحالي عبد ربه منصور هادي، هدأت المظاهرات التي استمرت سنة وشهرا كاملا وقتل فيها 2,000 و 22,000 جرح وسجن 1,000 متظاهر وتعرض للتعذيب ولازالت بعض الاحتجاجات والاعتصامات مستمرة التي ترى أنه لم يتم تحقيق مطالب الثورة بعد، ومن المتوقع أن تقام انتخابات رئاسية وبرلمانية في 2014
للمزيد إطلع على:
- ثورة الشباب اليمنية
- الخط الزمني لثورة الشباب اليمنية

## الاشتباكات
أندلعت اشتباكات بين اللواء 63 واللواء 62 في مديريتي أرحب ونهم شمال شرق صنعاء، وفي 26 مايو 2011 حاصرت رجال القبائل معسكر اللواء 62 مشاة التابع للحرس الجمهوري في منطقة نهم (80 كم) شمال شرق صنعاء، في محاولة لمنعهم من الانضمام إلى القتال في العاصمة، وقال رجال القبائل أن زحفهم على المعسكر رداً على هجوم سابق منهم على قرية في المنطقة. وقال الشيخ حامد عاصم لرويترز ان مقاتليه قتلوا قائد المعسكر وأصابوا جنودا في الحرس الجمهوري بينما قتل ستة من رجاله في الاشتباك بنيران المدافع الرشاشة وقذائف صاروخية.
في 27 يونيو 2011 م بلغ عدد ضحايا المواجهات بين قوات الحرس الجمهوري وقبائل أرحب بشمال صنعاء 17 قتيلاً بينهم امرأة و35 جريحاً.
في 30 أغسطس 2011 قصفت قوات الحرس الجمهوري عدد من القرى في أرحب بصواريخ الكاتيوشا مع مواجهات مع القبائل المؤيدين للثورة، ونزح الآلاف من السكان إلى قرى بعيده من اماكن الاشتباكات، وتتهم السلطات رجال القبائل بالوقوف إلى جانب عناصر ارهابيه لتنفيذ عمليات ضد الجيش، في حين يقول مسلحو القبائل أنهم يدعمون الثوار المطالبين بتنحي صالح وأسرتة عن الحكم.
وفي 25 سبتمبر 2011 ، هاجم رجال القبائل المعارضة معسكر اللواء 63 مشاة ميكا (حرس جمهوري) وسيطروا عليه وقتل في الأشتباكات ما لايقل عن 11 ضابطاً وجندياً بينهم العميد عبد الله أحمد الكليبي قائد اللواء وأعتقل مسلحي القبائل 14 جندياً. وتمكنوا من السيطرة على الموقع العسكري لكنهم أنسبحوا منه بعد غارات جوية أستهدفتهم.
في 5 أكتوبر 2011 قتل القائد الجديد لمعسكر اللواء 63 حرس جمهوري العميد «حميد القاضي» في منطقة أرحب بانفجار لغم بسيارته في المعسكر، وذلك في أول يوم لتسلمة مهامه خلفاً للقائد السابق عبد الله أحمد الكليبي الذي قتل قبل أيام إبان اقتحام مسلحين قبليين مؤيدين للثورة للمعسكر. وقال محمد مبخوت، الناطق باسم قبائل أرحب إن عدد القتلى في صفوف سكان المنطقة، خلال الأشهر القليلة الماضية، بلغ أكثر من 100 شخص وأكثر من 200 جريح و13 ألف نازح في الكهوف والجبال يتكونون من 1500 أسرة.
في 19 نوفمبر 2011 هاجم رجال القبائل المعارضة معسكر اللواء 63 مشاة ميكا للمرة الثانية وكان الهجوم شاملا، وفي اليوم التالي أجرى الجيش ضربات جوية ضد المهاجمين في حين ردت المعارضة بنيران مضادة للطائرات، وبوقت متأخر من اليوم الثالث 21 نوفمبر استولت القبائل على المعسكر ومخزن كبير للأسلحة واستسلم 300-400 جندياً، وأسفر الهجوم عن مقتل 12 من مقاتلي القبائل واصابة أكثر من 40 آخرين بجروح، ومعظمهم بسبب الألغام الأرضية حول القاعدة. ولقي 20 جنديا مصرعهم أيضا.
بين 23 نوفمبر و25 نوفمبر، ضريت القوات الجوية بالطيران الحربي ونيران المدفعية معسكر اللواء 63 الذي سيطر علية مسلحي القبائل، وادعي مسؤول رفض ذكر اسمه أن ما يصل إلى 80 من مقاتلي القبائل لقوا مصرعهم.
في شهر أبريل 2012 كشف تقرير حقوقي عن مقتل أكثر من 200 شخص وجرح 800 آخرون بينهم أطفال ونساء، حصيلة الاعتدائات من قوات الحرس على مديرية أرحب ومديرية نهم وبني جرموز شمال العاصمة صنعاء.

## احصائية
في شهر أبريل 2012 كشف تقرير حقوقي عن مقتل أكثر من 200 شخص وجرح 800 آخرون بينهم أطفال ونساء، حصيلة الاعتدائات من قوات الحرس على مديرية أرحب ومديرية نهم وبني جرموز شمال العاصمة صنعاء.